# Hanan Al-Agha
Hanan Al-Agha  (1948- 19 de abril de 2008), fue una escritora, poeta y artista plástica palestino- jordana. Trabajó y expuso en gran cantidad de países árabes, y muchas de sus obras todavía se exhiben en foros en línea. También trabajó en el Ministerio de Educación de Jordania hasta su jubilación. Su hija es la actriz y productora jordana Saba Mubarak.

## Biografía
Al-Agha nació en Jaffa en 1948. Obtuvo una licenciatura en artes y educación de la Universidad de El Cairo en 1970. Más tarde, asistió a cursos de arte en el Ministerio de Educación de Jordania y en el Fondo de la  Reina Alia.
Comenzó a exponer en exposiciones colectivas en El Cairo junto con otras mujeres artistas, y luego se trasladó a Amán, Jordania, en 1972, donde realizó una exposición conjunta con el artista jordano Arwa Tal, que recibió críticas positivas[2], continuó con exposiciones individuales en El Cairo, Amán y Bagdad, y muchas más exposiciones colectivas internacionales.
Dirigió la División de Educación Artística de la Dirección General de Currículo y Tecnologías Educativas del Ministerio de Educación.
Además de su propio trabajo en arte y literatura, Al-Agha es autora de muchos libros sobre arte y artesanía tradicionales, y fue ampliamente publicada en los periódicos árabes locales e internacionales.

### Otras actividades y asociaciones
- Enseñanza de la educación artística en escuelas y colegios comunitarios.
- Conferencista en diversos cursos técnicos en el Ministerio de Educación y en el Fondo Reina Alia.
- Miembro de la Asociación de Artistas Plásticos de Jordania.
- Pertenencia a la Asociación de Artistas Plásticos de Palestina.
- Miembro del Comité de Inventario de Etiquetas de Color de la Academia de la Lengua Árabe de Jordania, 1987.
- Miembro de los equipos de desarrollo de la educación artística.[6]

## Arte
En su obra, Al-Agha utilizó colores asertivos y una composición en la que las figuras de las personas se mueven, para dotar al medio plástico de una dimensión de tiempo. Sus pinceladas evocan el movimiento a lo largo de un eje de la memoria, en particular en lo que se refiere a la historia y a la conquista de Palestina.  y veía su obra como una contribución a la causa de la liberación de su pueblo, e inseparable de ella.
Algunas de las obras de arte de Al-Agha se encuentran en las colecciones de gobiernos y entidades privadas de Jordania y del resto del mundo.

## Obras literarias
Al-Agha es autora de numerosos libros sobre arte y artesanía tradicionales, tiene escritos publicados en todo el mundo árabe y su poesía fue transmitida por la radio jordana. Sus escritos incluyen cuentos, poesía, prosa, y obras de teatro, entre otros:

### Historias cortas
- وقالت للشجرة (Y ella le dijo al árbol ;)
- بلفور ، أللنبي وأنا (Balfour, Allenby y yo)
- الدخـــــــــــــــــــــــان (Humo)
- حمائم ورقية للفرح (Paper Doves para Joy)
- عينان صقريّتان (Falcon Eyes)
- جسد باتساع البياض (Cuerpo de amplia blancura)
- المقامة الحجرية (Estatura de piedra)
- المواطن س (Ciudadano S)
- طحالب الانتظار (Algas, espera)[10]

### Poemas
- نغمات مائية (Tonos de agua)
- معزوفة الأقدام الصغيرة (Small Fiddle)
- أطروحة حب بغدادية (Carta de amor de Bagdad)[11]

## Muerte y conmemoración
Hanan Al-Agha murió el 19 de abril de 2008.
En 2009, se estableció un concurso literario en Siria que lleva su nombre.